# Cacopsylla hippophaes
Cacopsylla hippophaes är en insektsart som först beskrevs av W. Foerster 1848.  Cacopsylla hippophaes ingår i släktet Cacopsylla och familjen rundbladloppor. Arten är reproducerande i Sverige. Inga underarter finns listade i Catalogue of Life.